# Tarik Muharemović
Tarik Muharemović, né le 28 février 2003 à Ljubljana en Slovénie, est un footballeur international bosnien qui évolue au poste de défenseur central avec l'US Sassuolo, en prêt de l'équipe réserve de la Juventus FC.

## Biographie

### En club
Né à Ljubljana en Slovénie, Tarik Muharemović est formé en Autriche, d'abord au SK Austria Kärnten, puis par le SK Austria Klagenfurt. Début 2019, il rejoint le Wolfsberger AC, où il poursuit sa formation à partir de l'équipe des moins de seize ans. 
C'est avec le Wolfsberger AC qu'il joue son premier match en professionnel, le 25 avril 2021, lors d'une rencontre de championnat face au Red Bull Salzbourg. Il entre en jeu à la place de Luka Lochoshvili et son équipe est battue par deux buts à un.
Le 11 août 2021 Tarik Muharemović rejoint l'Italie en s'engageant avec la Juventus FC. Il signe un contrat courant jusqu'en juin 2025 et est dans un premier temps intégré à l'équipe U19 du club.

### En sélection
Tarik Muharemović représente l'équipe de Bosnie-Herzégovine des moins de 19 ans. Il joue un total de six matchs entre 2021 et 2022.
Il joue son premier match avec l'équipe de Bosnie-Herzégovine espoirs le 11 juin 2021, lors d'un match amical contre la Qatar. Il entre en jeu et son équipe l'emporte par un but à zéro.
En mai 2024, Tarik Muharemović est convoqué pour la première fois avec l'Équipe nationale de Bosnie-Herzégovine, par le sélectionneur Sergej Barbarez. Il honore sa première sélection lors de ce rassemblement, le 3 juin 2024, lors d'un match amical contre l'Angleterre. Il entre en jeu à la place d'Anel Ahmedhodžić et son équipe est battue par trois buts à zéro.

## Palmarès
US Sassuolo
- Championnat d'Italie de Serie B
  - Champion en 2025[7]